# ディーン・セムラー
ディーン・セムラー（Dean Semler, 1943年 - ）は、オーストラリア・南オーストラリア州レンマーク出身の撮影監督・映画監督。

## 略歴
テレビ界でカメラマンとして働き、1970年代にはドキュメンタリー映画や教育映画を手がけるようになる。1980年代以降、多数のオーストラリア映画やハリウッド映画の撮影を手がけている。1990年の『ダンス・ウィズ・ウルブズ』で、アカデミー撮影賞を受賞した。

## 主な作品
- マッドマックス2 Mad Max 2 (1981)
- コカコーラ・キッド The Coca-Cola Kid (1985)
- 砂漠の勇者 The Lighthorsemen (1987)
- カクテル Cocktail (1988)
- ヤングガン Young Guns (1988)
- デッド・カーム/戦慄の航海 Dead Calm (1988)
- ヤングガン2 Young Guns II (1988)
- 戦場 Farewell to the King (1989)
- ダンス・ウィズ・ウルブズ Dances with Wolves (1990)
- シティ・スリッカーズ City Slickers (1991)
- スーパーマリオ 魔界帝国の女神 Super Mario Bros. (1993)
- ラスト・アクション・ヒーロー Last Action Hero (1993)
- 三銃士 The Three Musketeers (1993)
- ウォーターワールド Waterworld (1995)
- ボーン・コレクター The Bone Collector (1999)
- ナッティ・プロフェッサー2 クランプ家の面々 Nutty Professor II: The Klumps (2000)
- ハートブレイカー Heartbreakers (2001)
- ワンス・アンド・フォーエバー We Were Soldiers (2002)
- トリプルX xXx (2002)
- コーリング Dragonfly (2002)
- ブルース・オールマイティ Bruce Almighty (2003)
- ロンゲスト・ヤード The Longest Yard (2005)
- ステルス Stealth (2005)
- もしも昨日が選べたら Click (2006)
- アポカリプト Apocalypto (2006)
- ラッキー・ガール Just My Luck (2006)
- チャックとラリー おかしな偽装結婚!? I Now Pronounce You Chuck and Larry (2007)
- ゲット スマート Get Smart (2008)
- アパルーサの決闘 Appaloosa (2008)
- 2012 2012 (2009)
- デート & ナイト Date Night (2010)
- セクレタリアト/奇跡のサラブレッド Secretariat (2010)
- 最愛の大地 In the Land of Blood and Honey (2011)
- かぞくモメはじめました Parntal Guidance (2012)
- リベンジ・マッチ Grudge Match (2013)
- 天国は、ほんとうにある Heaven Is for Real (2014)
- マレフィセント Maleficent (2014)
- リディキュラス・シックス The Ridiculous 6 (2015)
- ドゥ・オーバー: もしも生まれ変わったら The Do-Over (2016)
- サンディ・ウェクスラー Sandy Wexler (2017)
- ファイティング・with・ファイア Playing with Fire (2019)

### 監督作品
- ファイアーストーム Firestorm (1997)
- 沈黙の陰謀 The Patriot (1998)